# كأس ملك إسبانيا 1926
كأس ملك إسبانيا 1926 (بالإسبانية: Copa del Rey de Fútbol 1926) هو الموسم 26 من كأس ملك إسبانيا. أشرف على تنظيمه الاتحاد الملكي الإسباني لكرة القدم، وكان عدد الأندية المشاركة فيه 24، وفاز فيه نادي برشلونة على أتلتيكو مدريد بنتيجة 3-2.